# Marchaliwka
Marchaliwka (ukr. Мархалівка) – wieś na Ukrainie, w obwodzie kijowskim, w rejonie fastowskim, w hromadzie Hłewacha. W 2001 liczyła 1247 mieszkańców, spośród których 1197 wskazało jako ojczysty język ukraiński, 44 rosyjski, 3 białoruski, a 3 inny.